# Stenodynerus monotuberculatus
Stenodynerus monotuberculatus är en stekelart som beskrevs av Giordani Soika 1972. Stenodynerus monotuberculatus ingår i släktet smalgetingar, och familjen Eumenidae. Inga underarter finns listade i Catalogue of Life.